# Afrocanthium pseudoverticillatum
Afrocanthium pseudoverticillatum là một loài thực vật có hoa trong họ Thiến thảo. Loài này được (S.Moore) Lantz mô tả khoa học đầu tiên năm 2004.